# Videografia de Pink Floyd
Aquest article inclou una videografia completa per la banda de rock progressiva britànica Pink Floyd. En el transcurs de la seva carrera, Pink Floyd ha editat sis vídeos/DVDs oficials, i fet per més de 15 videoclips.

## Videoclips
| Any  | Videoclip                          | Director         |
| ---- | ---------------------------------- | ---------------- |
| 1967 | "Arnold Layne"                     | Derek Nice       |
| 1967 | "Apples and Oranges"               |                  |
| 1967 | "Paint Box"                        |                  |
| 1968 | "Point Me at the Sky"              |                  |
| 1971 | "One of These Days"                | Ian Emes         |
| 1973 | "Money"                            | Wayne Isham      |
| 1973 | "Brain Damage"                     |                  |
| 1975 | "Welcome to the Machine"           | Gerald Scarfe    |
| 1979 | "Another Brick in the Wall Part 2" | Gerald Scarfe    |
| 1982 | "Hey You"                          | Gerald Scarfe    |
| 1983 | "The Gunner's Dream"               | Willie Christie  |
| 1983 | "The Final Cut"                    | Willie Christie  |
| 1983 | "Not Now John"                     | Willie Christie  |
| 1983 | "The Fletcher Memorial Home"       | Willie Christie  |
| 1987 | "Learning to Fly"                  | Storm Thorgerson |
| 1987 | "The Dogs Of War"                  | Storm Thorgerson |
| 1987 | "On the Turning Away"              | Lawrence Jordan  |
| 1988 | "One Slip"                         | Lawrence Jordan  |
| 1994 | "High Hopes"                       | Storm Thorgerson |
| 1994 | "Take It Back"                     | Marc Brickman    |
| 2014 | "Marooned"                         | Aubrey Powell    |
| 2014 | "Louder than Words"                | Aubrey Powell    |
| 2014 | "Surfacing"                        | Aubrey Powell    |

## Film/Vídeos
| 1972                                                                            | Live at Pompeii - Llançament: September 1972 - Discogràfica: Universal Home Video                                                  | —  | 40 | 16 | —  | US: 2× Platinum UK: Gold                                   |
| 1982                                                                            | The Wall - Llançament: 6 August 1982 - Discogràfica: MGM/UA Entertainment Company (theatrical), Sony Music Video (SMV) Enterprises | 4  | —  | —  | 18 | US: platí                                                  |
| 1983                                                                            | The Final Cut - Llançament: 1983 - Discogràfica: EMI, SMV                                                                          |    |    |    |    |                                                            |
| 1989                                                                            | Delicate Sound of Thunder - Llançament: 13 June 1989 - Discogràfica: CBS Music Video Enterprises                                   | 1  | —  | —  | —  | US: 3x platí UK:Silver CAN: 2× platinum NLD: Gold          |
| 1992                                                                            | La Carrera Panamericana - Release: 2 June 1992 - Discogràfica: SMV                                                                 | 38 | —  | —  | —  |                                                            |
| 1995                                                                            | P•U•L•S•E - Llançament: June 1995 (VHS), July 2006 (DVD) - Discogràfica: EMI, SMV                                                  | 5  | —  | —  | —  | US: 8× Platinum UK: 3× Platinum CAN: 2× Platinum NLD: Gold |
| 2003                                                                            | The Pink Floyd and Syd Barrett Story - Llançament: 24 March 2003 - Discogràfica: Universal Home Video                              |    |    |    |    |                                                            |
| 2003                                                                            | The Making of The Dark Side of the Moon - Llançament: 26 August 2003 - Discogràfica: Isis Productions, Eagle Rock Entertainment    | —  | 34 | —  | —  | US: 3× Platinum UK: 5× Platinum CAN: Platinum              |
| 2012                                                                            | The Story of Wish You Were Here - Llançament: 26 June 2012 (DVD, Blu-ray) - Discogràfica: Eagle Rock Entertainment                 | —  | —  | —  | —  | —                                                          |
| "—" denotes releases that did not chart or were not Llançament in that country. | |    |    |    |    |                                                            |